# Guerras Civis da Tetrarquia

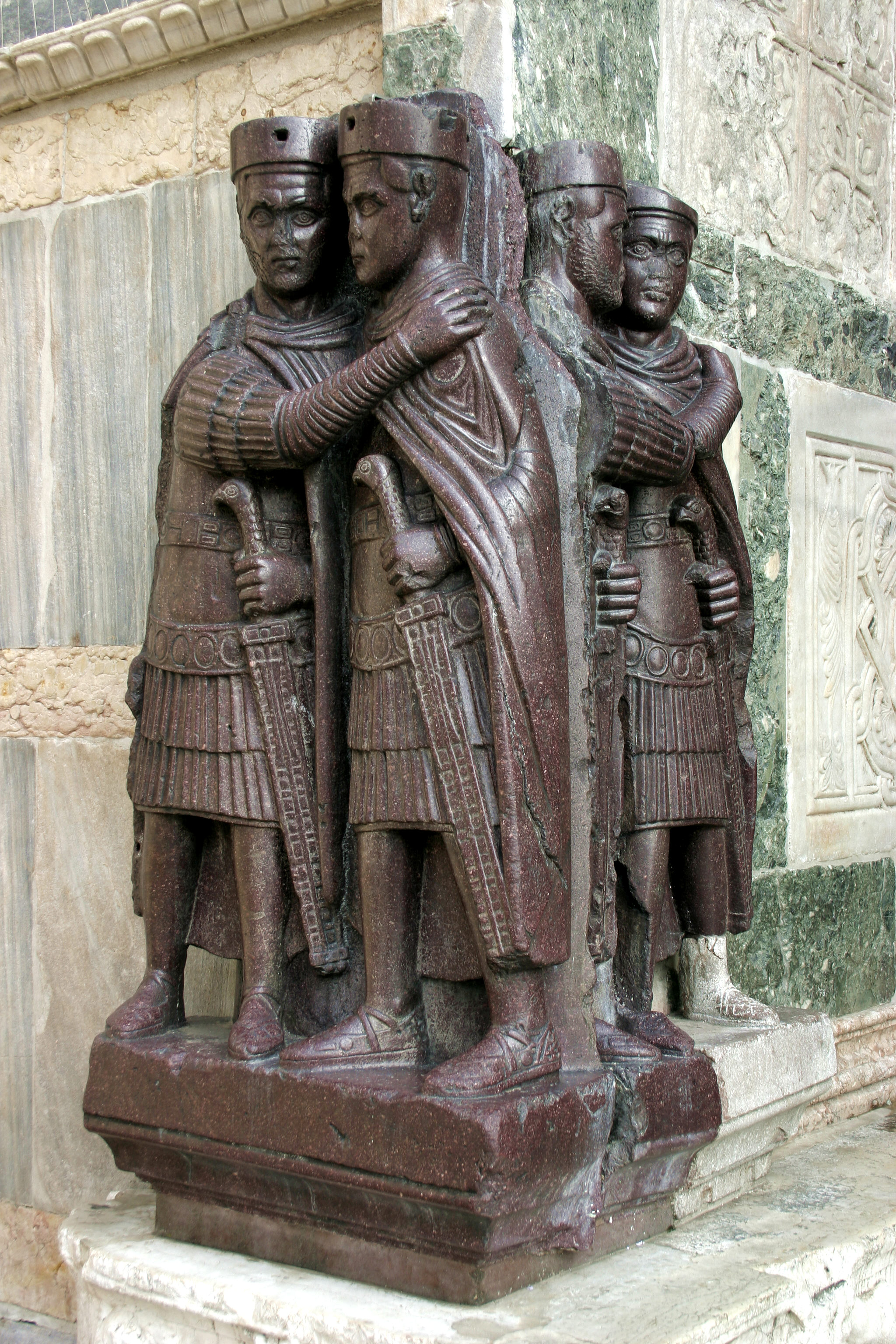
Os Tetrarcas, atualmente na Basílica de São Marcos, em Veneza

Guerras da Tetrarquia

As Guerras Civis da Tetrarquia foram uma série de conflitos ocorridos no Império Romano nas primeiras décadas do século IV entre as várias facções imperiais, envolvendo coimperadores (augustos e césares) e usurpadores. A Tetrarquia foi o modelo político criado por Diocleciano (r. 284–305) em 293 como forma de conter os distúrbios políticos constantes e as invasões estrangeiras que à época debilitaram o Império Romano no contexto da Crise do Terceiro Século. No modelo, Diocleciano e Maximiano (r. 285-308; 310) foram respectivamente feitos imperadores seniores (augustos) do Oriente e Ocidente, com Galério (r. 293–311) e Constâncio I (r. 293–306) como seus coimperadores juniores (césares) respectivos. Com a estabilização do sistema, Diocleciano e Maximiano abdicam em 305, garantindo a ascensão de Constâncio e Galério. Eles fazem Valério Severo (r. 305–307) e Maximino Daia (r. 305–313) como césares, ignorando os candidatos preferidos Constantino, filho de Constâncio, e Magêncio, filho de Maximiano, o que acarretaria desavenças.
Com a morte de Constâncio em 306, Constantino foi elevado pelo exército à posição de augusto à revelia de Severo. De modo a evitar conflitos, Galério aceitou nomeá-lo césar, enquanto Severo assumiria como augusto. Apesar disso, Magêncio declarar-se-ia imperador em Roma. Severo marchou à Itália para deter o usurpador, iniciando os vários conflitos do período. Ciente da aproximação do inimigo, Magêncio ofereceu a seu pai Maximiano o cogoverno e eles derrotam e capturam Severo, que foi aprisionado e morto em 307. Galério marchou contra os rebeldes no mesmo ano, mas foi obrigado a retirar-se, consolidando a autoridade de Magêncio. Maximiano tentou dar um fracassado golpe em seu filho em 308, sendo obrigado a fugir à corte de Constantino na Gália. Ele depositou suas esperanças na Conferência de Carnunto convocada por Galério no mesmo ano. Nela, Licínio (r. 308–324) foi nomeado o novo augusto do Ocidente e Maximiano foi novamente oficialmente destituído. Maximiano partiu à Gália, onde aproveitou-se da campanha de Constantino em 310 contra os francos para usurpar a púrpura, mas seria derrotado militarmente e suicidar-se-ia no mesmo ano.
Em 311, Galério adoeceu e morreu, abalando ainda mais o sistema. Entre 311 e 312, Licínio e Maximino Daia repartiram as províncias orientais, enquanto Magêncio preparou-se no Ocidente para guerrear contra Constantino. Ciente disso, Constantino aliou-se a Licínio para evitar que eles selassem um acordo e marchou com seu exército à Itália, onde conseguiu derrotar os soldados de Magêncio em várias batalhas ao norte, abrindo caminho direto para Roma. Nas imediações da capital travou-se a importante Batalha da Ponte Mílvia, na qual Magêncio morreu afogado no rio Tibre, permitindo a Constantino estabelecer-se como poder único no Ocidente. No Oriente, em 313, após um acordo entre Licínio e Constantino firmado em Mediolano no mesmo ano, Maximino Daia invadiu as províncias orientais europeias na tentativa de estabelecer-se como governante supremo, mas foi derrotado em duas importantes batalhas e acabou morto. Em 314, devido à nomeação de Bassiano como césar do Ocidente, Constantino e Licínio lutaram na Batalha de Cíbalas. Em 316, de novo lutam no Campo Ardiense, levando-os a acordar uma trégua temporária que duraria até 324. Neste ano, as tropas de Constantino e Licínio enfrentaram-se em três importantes batalhas, culminando na vitória definitiva de Constantino. Licínio foi preso e assassinado no ano seguinte, permitindo que o imperador vencedor se estabelecesse como poder único no Império Romano.

## Antecedentes

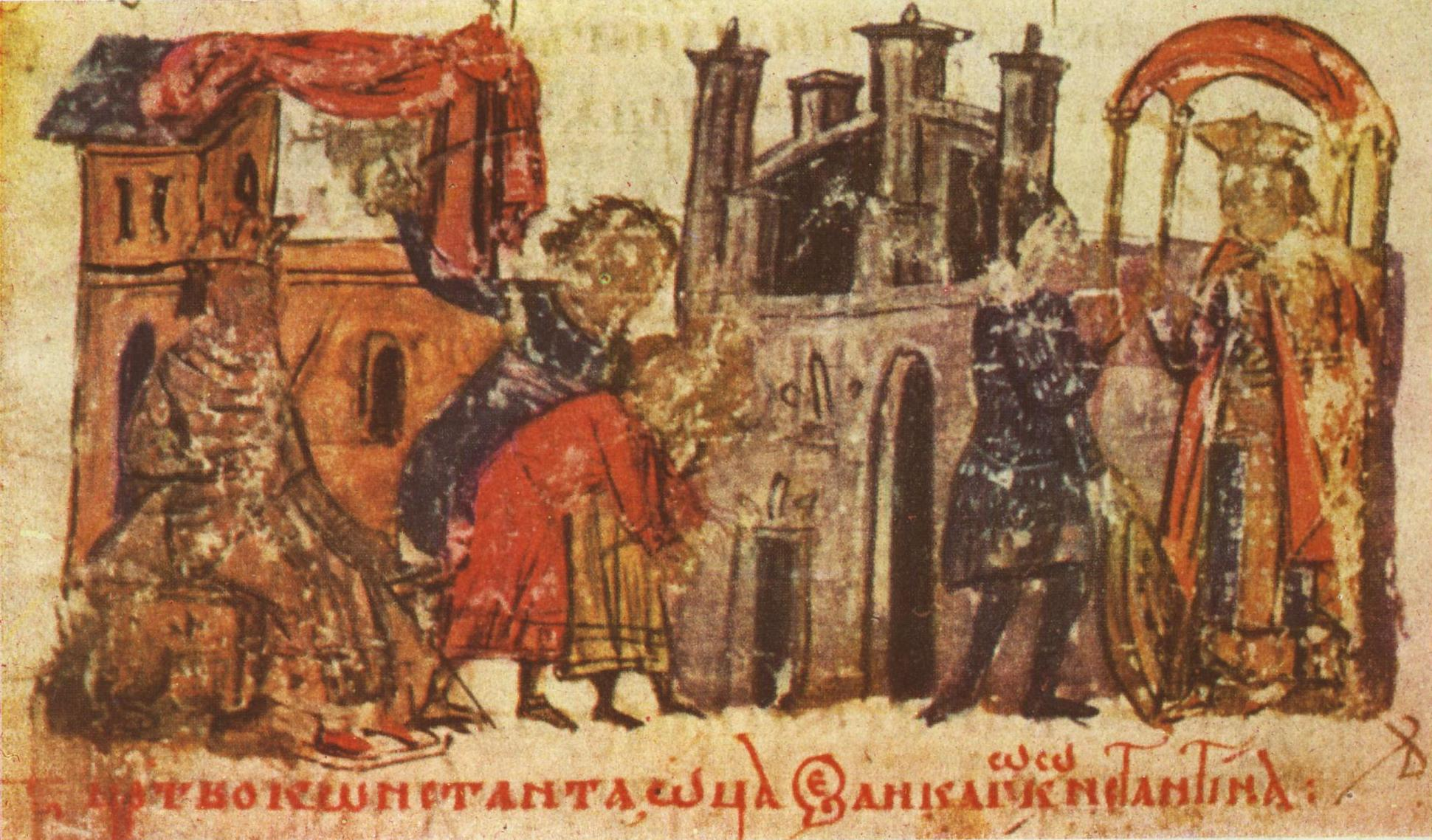
Diocleciano e Maximiano em iluminura da Crônica de Constantino Manasses

Império Romano após a divisão territorial

A Tetrarquia foi uma divisão administrativa do Império Romano instituída pelo imperador Diocleciano (r. 284–305) em 293, marcando o fim da Crise do Terceiro Século e a reparação da ordem. A primeira fase, às vezes designada Diarquia, envolveu a elevação do general Maximiano (r. 285-308; 310) como coimperador - primeiro como césar (imperador júnior) em 285 e então augusto (imperador sênior) em 286. Diocleciano controlou os assuntos das regiões orientais do império, enquanto Maximiano foi encarregado com as regiões ocidentais.
Em 293, devido aos problemas militares então enfrentados com a usurpação de Caráusio (r. 286–293) na Britânia e as invasões persas no Oriente, Diocleciano percebeu que dois imperadores eram insuficientes. Em 1 de março de 293, em Mediolano, Maximiano elevou Constâncio I (r. 293–306) como seu césar. No mesmo dia ou um mês depois, Diocleciano nomeou Galério (r. 293–311) em Filipópolis (atual Plovdiv, Bulgária) ou Sirmio (atual Sremska Mitrovica, Sérvia), criando a Tetrarquia, ou "governo de quatro".
Em 1 de maio de 305, em cerimônias separadas realizadas em Mediolano e Nicomédia (atual İzmit, Turquia), os imperadores seniores conjuntamente abdicaram e retiraram-se da vida pública, permitindo que Constâncio e Galério fossem elevados augustos. Eles, por sua vez, nomearam novos césares: Valério Severo (r. 305–307) sob Constâncio no Ocidente, e Maximino Daia (r. 305–313) sob Galério no Oriente. Havia, porém, um problema: tanto Severo como Maximino foram escolhidos sob influência de Galério, intentando aumentar seu poder de mando, à revelia dos dois candidatos óbvios à sucessão: Constantino, filho de Constâncio, e Magêncio, filho de Maximiano. Isso não pressagiaria nada de bom ao futuro do sistema tetrárquico.

## Movimentos iniciais

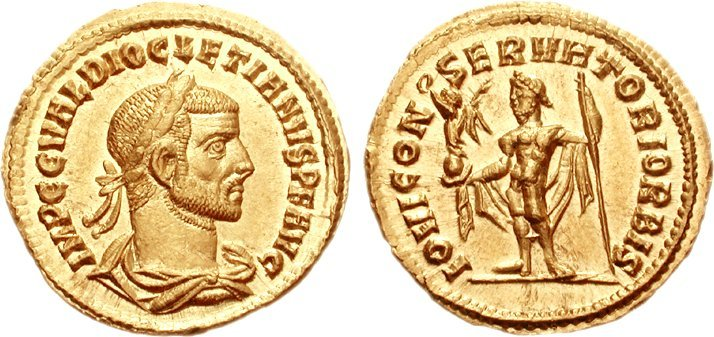
Áureo de Diocleciano r. emitido em Cízico ca. 286-287

Em 25 de julho de 306, durante campanha contra os pictos da Britânia, Constâncio faleceu em Eboraco (atual Iorque). Sua morte se configurou como o primeiro baque na estrutura política da Tetrarquia. Em vez de aceitar a elevação de Severo para augusto, as tropas em Eboraco elevaram o filho de Constâncio, Constantino, à posição imperial. Contactando o imperador sênior Galério, Constantino solicitou reconhecimento como herdeiro de seu pai, e passou a responsabilidade por sua ascensão ilegal às tropas, alegando que elas tinham forçado-o. Galério irritou-se e quase recusou-se a acatar o pedido, mas foi avisado por seus conselheiros que isso o levaria à guerra. Ele garantiu a Constantino o título de césar em vez de augusto, que fora concedido a Severo. Mas querendo deixar claro que havia legitimado o governo de Constantino, Galério pessoalmente enviou a púrpura ao imperador. Constantino aceitou a decisão, sabendo que isso removeria as dúvidas de seu poder.
Esse ato motivou Magêncio, filho de Maximiano, a também declarar-se imperador em Roma em 306, porém com o título de príncipe. Galério, temeroso que outros também tentariam tornar-se imperadores, ordenou que Severo entrasse na Itália e lidasse com ele.   Severo moveu-se de sua capital em Mediolano a Roma como chefe de um exército antes liderado por Maximiano. Temendo a chegada de Severo, Magêncio ofereceu a Maximiano o cogoverno. Maximiano aceitou, e quando Severo chegou diante os muros de Roma e sitiou-a, seus homens desertaram e passaram a Maximiano, o antigo comandante. Severo fugiu para Ravena, uma posição impenetrável: Maximiano ofereceu poupar sua vida e tratá-lo humanamente se se rendesse pacificamente. Apesar das promessas, Severo foi capturado e aprisionado em Três Tavernas antes de ser assassinado em 307.

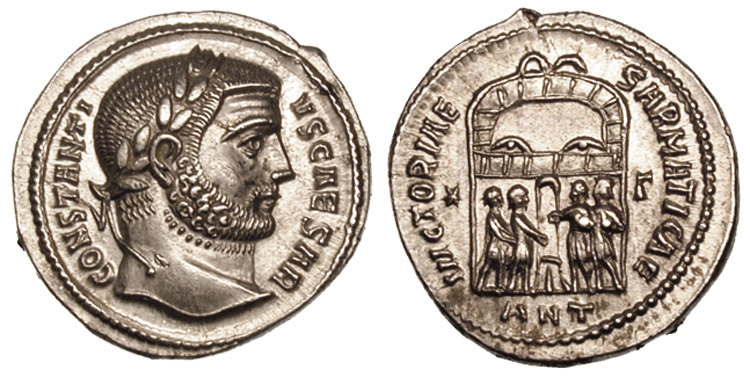
Argento de r. emitido em Antioquia ca. 294-295

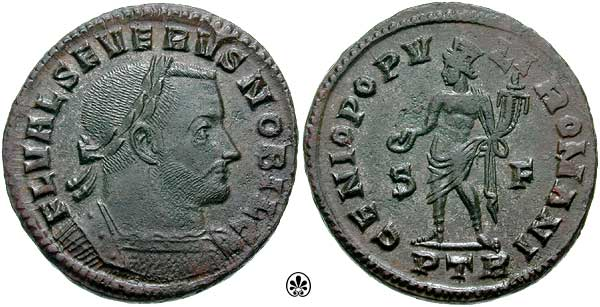
Fólis de Valério Severo r. emitido em Augusta dos Tréveros

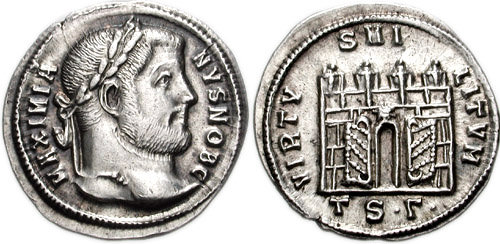
Argênteo de Galério r. emitido em Salonica ca. 302

O governo conjunto de Magêncio e Maximiano em Roma foi novamente testado quando Galério marchou à Itália no verão de 307 com um exército ainda maior. Enquanto negociando com o invasor, Magêncio repetiu o que havia feito com Severo: sob promessa de altas quantias de dinheiro, e a autoridade de Maximiano, muitos soldados de Galério desertaram. Galério foi forçado a retirar-se, saqueando a Itália em seu caminho. Após a fracassada campanha de Galério, o governo de Magêncio à Itália, África, Córsega e Sardenha foi firmemente estabelecido. Já desde 307, Magêncio tentou estabelecer contatos amigáveis com Constantino, e no verão daquele ano, Maximiano viajou à Gália, onde Constantino casou sua filha Fausta (r. 307–326) e foi nomeado augusto pelo imperador sênior.  Constantino reconheceu a autoridade de Magêncio, mas não envolveu-se nos conflitos na Itália, preferindo dirigir-se da Gália à Britânia.
Em 308, provavelmente em abril, Maximiano tentou depor seu filho numa reunião de soldados em Roma; para sua surpresa, as tropas presentes permaneceram fieis a seu filho e teve de fugir à corte de Constantino. Ciente da situação no Ocidente, Galério convoca uma conferência em Carnunto (atual Petronell-Carnuntum, na Áustria), e Maximiano depositou suas esperanças de ascensão nela. A conferência reuniu-se em 11 de novembro daquele ano e teve como principais resoluções a remoção final de Maximiano do quadro tetrárquico, a despromoção de Constantino para césar e a nomeação de Licínio como augusto do Ocidente para que pudesse lidar com Magêncio na Itália. Esse novo sistema, porém, não duraria muito com Constantino recusando-se a aceitar sua despromoção, Maximino Daia exigindo uma promoção de Galério e Licínio permanecendo neutro quanto à sua missão italiana.
Em 310, Maximiano, que havia sido enviado ao sul de Arelate (atual Arles) com parte do exército constantiniano para defendê-la de ataques de Magêncio no sul da Gália, rebelou-se contra Constantino enquanto o imperador estava em campanha contra os francos no rio Reno. Em Arelate, Maximiano anunciou que Constantino estava morto e tomou a púrpura. Embora ofereceu subornos a quaisquer apoiantes, boa parte do exército de Constantino permaneceu fiel e Maximiano foi obrigado a partir. Constantino logo soube da rebelião, abandonou sua campanha contra os francos e marchou rapidamente ao sul, onde confrontou-se com Maximiano em Massília (atual Marselha). A cidade estava melhor preparada para resistir a um cerco do que Arelate, mas isso fez pouca diferença, pois os cidadãos que mantiveram-se leais abriram os portões traseiros a Constantino. Maximiano foi capturado, reprovado por seus crimes, e removido de seu título. Constantino garantiu a Maximiano alguma clemência, mas fortemente encorajou seu suicídio; em julho de 310, enforca-se.  

## Guerra de Constantino e Magêncio

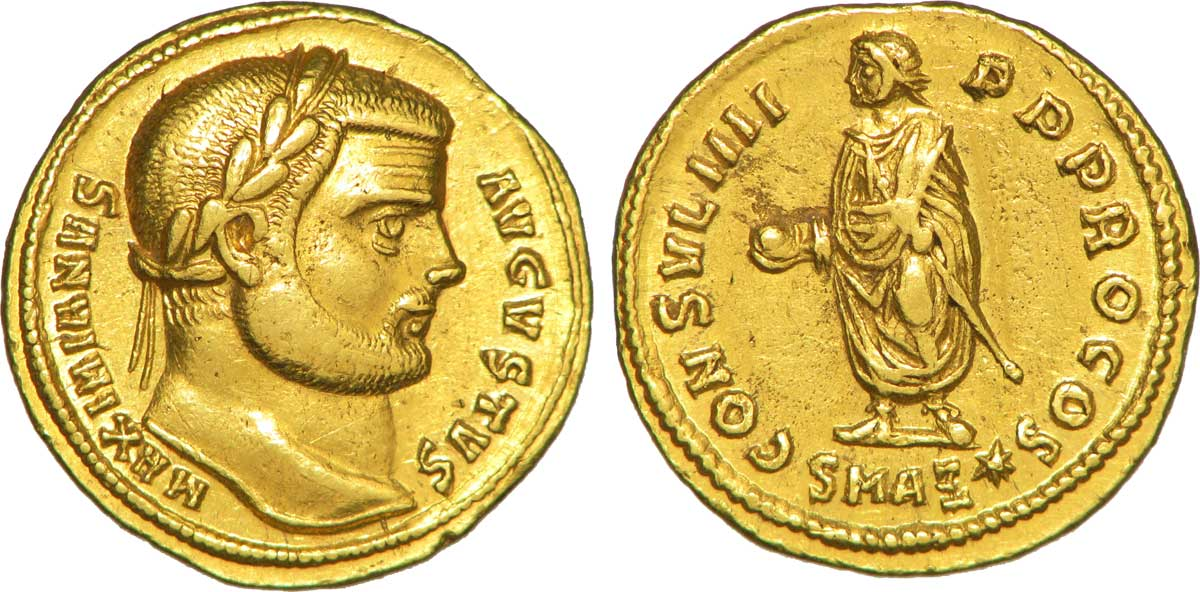
Áureo de Maximiano (r. 285-308; 310) emitido em Antioquia ca. 294-295

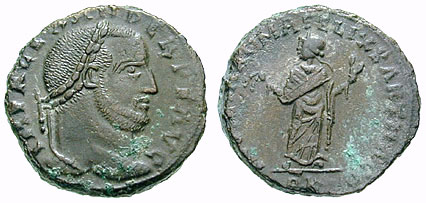
Fólis de Domício Alexandre r. emitido em Cartago

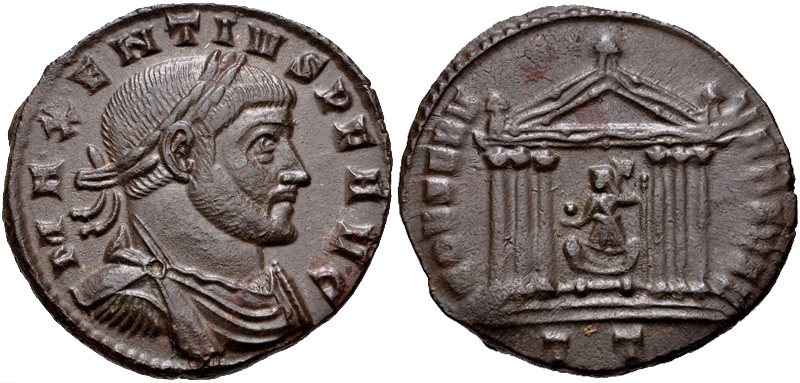
Fólis de Magêncio r. emitido em Ticino ca. 307-308

Em meados de 310, Galério estava muito doente para envolver-se nas políticas imperiais. Neste período sua última ação foi a emissão duma carta aos provinciais postada em Nicomédia em 30 de abril de 311 que proclamou o fim das perseguições aos cristãos e restabeleceu a tolerância religiosa. Morreu logo depois da proclamação do édito, destruindo a pouca estabilidade existente. Maximino mobilizou-se contra Licínio no Oriente e tomou a Anatólia. Uma paz precipitada foi assinada num barco em meio ao Bósforo. Enquanto Constantino excursionou na Britânia e Gália, Magêncio preparou-se à guerra: fortificou o norte da Itália e fortaleceu seu apoio na comunidade cristã ao permitir a eleição do novo bispo de Roma, o papa Melquíades (r. 310–314).
O governo de Magêncio era, contudo, inseguro. Seu suporte inicial dissolveu-se com a implementação de altos impostos e retração comercial; revoltas eclodiram em Roma e Cartago; e Domício Alexandre (r. 308–310) foi capaz de brevemente usurpar sua autoridade na África. Por 312, era um homem apenas tolerado, sem nenhum apoio efetivo, mesmo entre os cristão italianos. No verão de 311, Magêncio mobilizou-se contra Constantino, enquanto Licínio estava ocupado com outros assuntos no Oriente. Declarou guerra, jurando "vingar" a morte de seu pai. Para evitar que Magêncio formasse uma aliança contra ele com Licínio, no inverno de 311-312, Constantino ofereceu ao último sua irmã Constância (r. 313–324) em casamento. Maximino considerou o acordo uma afronta à sua autoridade. Em resposta, enviou emissários para Roma, oferecendo reconhecimento político para Magêncio em troca de apoio militar. Magêncio aceitou. Segundo Eusébio de Cesareia, viagens inter-regionais tornaram-se impossíveis, e havia concentrações militares em todo lugar. "Não havia um lugar onde as pessoas não estavam esperando o início das hostilidades, a cada dia".
Os conselheiros e generais de Constantino advertiram-no contra um ataque preemptivo contra Magêncio; mesmo seus adivinhos foram contrários a isso, alegando que os sacrifícios produziram presságios infavoráveis. Constantino, com espírito que deixou uma profunda impressão em seus seguidores, inspirando alguns a acreditar que tinha alguma forma de orientação sobrenatural, ignorou todos os alertas. No início da primavera de 312, cruzou os Alpes Cócios com um quarto de seu exército, uma força de aproximados 40 000 soldados. A primeira batalha ocorre em Segúsio (atual Susa), que foi tomada à força. Dali, continuou sua marcha.
Ao avizinhar a importante cidade de Augusta dos Taurinos (atual Turim), encontrou grande força de cavalaria pesadamente armada  e derrotou-a. Augusta dos Taurinos recusou-se a dar refúgio às forças em retirada de Magêncio, preferindo abrir as portas para Constantino. Outras cidades da planície norte italiana enviaram emissários a Constantino parabenizando-o pela vitória. Ele moveu-se para Mediolano, onde encontrou as portas abertas e alegria eufórica. Constantino descansou seu exército ali até meados do verão de 312, quando moveu-se para Bríxia (atual Bréscia). O exército de Bríxia foi facilmente dispersado, e Constantino rapidamente avançou para Verona, onde uma grande força de Magêncio estava acampada.
Rurício Pompeiano, general das forças veronesas e prefeito pretoriano de Magêncio, opôs-se ao imperador invasor em dois confrontos consecutivos às portas da cidade. Rurício foi morto e seu exército destruído. Verona rendeu-se logo depois, seguida por Aquileia, Mutina (atual Módena) e Ravena. Agora o caminho direto para Roma estava aberto. Às margens do rio Tibre, próximo à deliberadamente arruinada ponte Mílvia, Constantino confrontou o último exército de seu adversário, comandando pelo próprio Magêncio. Ao perceber que seu exército estava sendo superado, Magêncio tentou escapar, mas no tumulto provocado pela debandada de seus soldados, foi empurrado no Tibre e afogou-se. Constantino entrou em Roma em 29 de outubro  e encenou grande advento na cidade, onde deparou-se com grande júbilo popular.  O corpo de Magêncio foi fisgado do Tibre e decapitado. Sua cabeça foi exibida através das ruas para todos verem. Após as cerimônias, a cabeça foi enviada para Cartago, encerrando a resistência na cidade.

## Guerra de Licínio e Maximino Daia

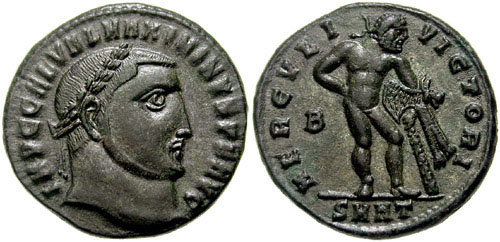
Fólis de Maximino Daia r. emitido em Heracleia Perinto ca. 313

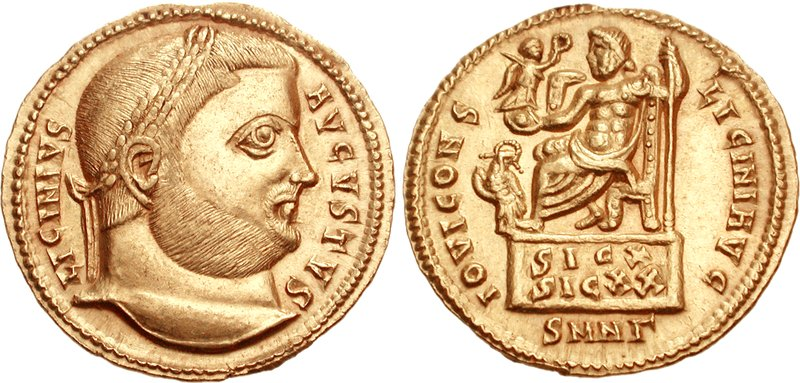
Soldo de Licínio r. emitido na Nicomédia ca. 317-318

No Oriente, pelo tempo da morte de Galério em 311, as províncias orientais foram divididas entre Maximino Daia e Licínio. Daia estava infeliz que Licínio tinha sido elevado à posição de augusto por Galério, e tomou a primeira oportunidade disponível para proclamar-se imperador. Licínio manteve as províncias europeias orientais, enquanto Daia tomou posse das províncias asiáticas. No outono de 312, enquanto Constantino estava lutando com Magêncio, Daia estava ocupando em campanha contra o Reino da Armênia. Voltaria à Síria em fevereiro de 313, quando descobriu a aliança forjada entre Constantino e Licínio num encontro realizado em Mediolano depois da morte de Magêncio; Constância casou-se com Licínio e ambos promulgaram o Édito de Mediolano que garantia liberdade religiosa aos cristãos. Decidido a tomar a iniciativa, Daia deixou a Síria com 70 000 homens e alcançou a Bitínia, porém seu exército foi gravemente enfraquecido pelo mau tempo.
Em abril de 313, cruzou o Bósforo em direção a Bizâncio (atual Istambul, Turquia), que era mantida pelas tropas de Licínio. Implacável, tomou a cidade após cerco de 11 dias. Moveu-se para Heracleia Perinto (atual Marmara Ereğlisi, Turquia), que capturou após cerco de 8 dias, antes de mover suas forças à primeira estação de postagem, a 18 milhas da cidade. Com um exército menor, possivelmente cerca de 30 000, Licínio chegou em Adrianópolis (atual Edirne, na Turquia) enquanto Daia ainda estava sitiando Heracleia e dirigiu-se para um acampamento próximo a segunda estação, mais 18 milhas à frente. Após um período de negociações infrutíferas, eles encontraram-se em 30 de abril perto de Tzíralo. Na batalha resultante as forças de Daia foram destruídas. Livrando-se da púrpura e vestindo-se como escravo, Daia fugiu à Nicomédia. Tentou parar o avanço de Licínio nas Portas da Cilícia ao estabelecer fortificações ali, contudo, o exército de seu rival foi capaz de atravessar, forçando-o a retirar-se para Tarso, onde Licínio continuou a pressioná-lo por terra e mar. A guerra terminou com a morte de Daia em julho ou agosto de 313 e o assassinato da mulher e filhos do falecido.

## Guerras de Constantino e Licínio

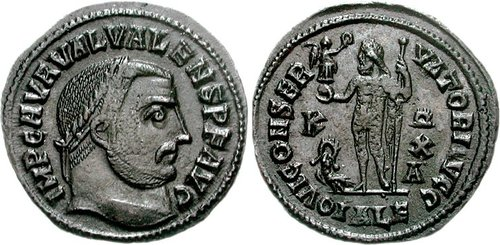
Fólis de Alexandria com efígie de Valério Valente r.. Ca. 316/317

Após a morte de Magêncio, Constantino gradualmente consolidou sua superioridade militar sobre seus rivais na arruinada Tetrarquia. À época da guerra entre Licínio e Maximino, Constantino e Licínio continuaram aliados, mas após a vitória do último a relação deteriorou. Em 314, talvez devido ao atrito provocado pela nomeação do senador Bassiano, esposo de Anastácia, meio-irmã de Constantino, como césar, lutaram na Batalha de Cíbalas, na qual Constantino saiu vitorioso. Confrontaram-se novamente na Batalha do Campo Ardiense em 316/317, que foi inconclusiva, e decidiram-se pela paz. Uma trégua foi acordada em 1 de março de 317 em Sérdica (atual Sófia, na Bulgária), onde Licínio aceitou seu rival como seu superior no governo, Constantino recebeu todas as províncias europeias orientais, exceto a Trácia, e Valério Valente (r. 316–317), que à época governava o Oriente como coimperador, foi deposto e executado. Além disso, Constantino e Licínio foram nomeados cônsules e três césares foram elevados: Crispo (r. 317–326) e Constantino II (r. 317–340), filhos de Constantino, e Licínio II (r. 317–324), filho de Licínio.

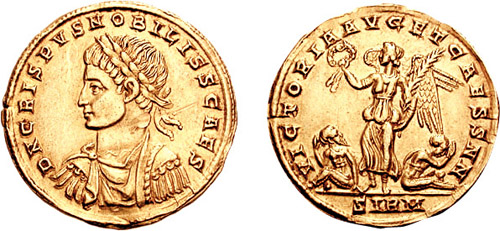
Soldo de Crispo r. emitido em Sirmio para celebrar sobre os godos em 323

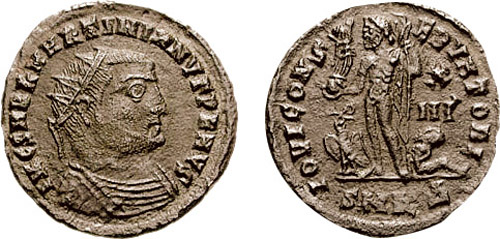
Fólis de Marciniano r.. Cízico

A Concórdia dos Augustos (em latim: concordia Augustorum), contudo, duraria apenas alguns anos. Em pouco tempo a tensão voltaria a crescer entre os soberanos. No ano 320, Licínio revogou a liberdade religiosa prometida com o Édito de Mediolano de 313 e começou a oprimir os cristãos, promulgando uma série de leis que inibiam práticas cristãs e proibiam oficiais militares de exercerem função sem antes realizarem sacrifícios aos deuses; para Michael DiMaio Jr. estas medidas serviram como forma de provocar Constantino a atacar. Em 321, a situação se agravou quando Constantino perseguiu alguns sármatas que haviam invadido seus domínios através do rio Danúbio, e mais adiante, em 323, alguns godos que estavam saqueando a Trácia, o que foi entendido por Licínio como uma quebra da paz acordada.
Em 324, Constantino reuniu uma frota e um exército em Salonica, na Calcídica, e avançou em direção a Adrianópolis. Licínio enfrentou suas forças às margens do rio Hebro em 3 de julho de 324, onde foi obrigado a bater em retirada. Reuniu todos os homens que pôde e rumou à sua frota que estava parada no Helesponto. Ali, enquanto Licínio foi sitiado por Constantino em Bizâncio, o almirante Abanto foi surpreendido pelo mau tempo e pela frota de Crispo e foi derrotado em julho. Devido a enorme pressão, Licínio abandonou a cidade e fugiu à Calcedônia, na Bitínia, deixando Marciniano (r. 324), seu antigo mestre dos ofícios e atual coimperador, para impedir o avanço de seu rival. Licínio reagrupou suas forças em Crisópolis (atual Üsküdar, na Turquia), onde foi de novo derrotado em 18 de setembro.  Licínio fugiu à Nicomédia, onde foi sitiado. No dia seguinte rendeu-se.

## Rescaldo

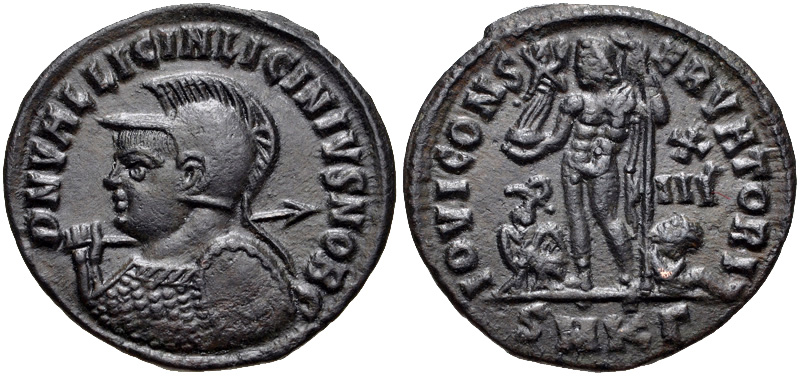
Fólis de r. emitido em Cízico ca. 321-324

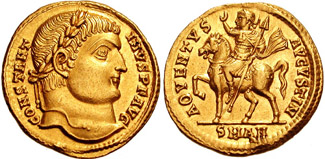
Soldo de r. emitido em Antioquia ca. 324-325

Com sua vitória decisiva contra seus rivais, Constantino estabeleceu-se como o poder inconteste do Império Romano e pôde governar sozinho. No rescaldo do confronto na Nicomédia, Licínio foi preso e enviado para Salonica, enquanto Marciniano à Capadócia, ambos sob promessa de terem suas vidas poupadas para viverem como cidadãos privados, provavelmente por intermédio de Constância, a esposa do primeiro. Apesar disso, Marciniano seria executado pelo fim de 324, enquanto Licínio pela primavera de 325, sob alegação de que estaria agrupando tropas para rebelar-se contra Constantino. Licínio II também foi executado sob ordens imperiais.
Como a derrota de Licínio representou a derrota dum centro rival de paganismo e atividade política grega no Oriente, em oposição à Roma cristã e latina, Constantino propôs que uma nova capital oriental deveria representar a integração do Oriente no Império Romano como um todo, como um centro de erudição, prosperidade e preservação cultural ao Império Romano do Oriente. Em 324, Bizâncio foi escolhida como a nova sede, uma decisão tomada principalmente devido à localização estratégica da cidade e por já ter sido refeita aos moldes romanos nos reinados de Sétimo Severo (r. 193–211) e Caracala (r. 198–217).
Ele fez muitas mudanças nas instituições civis, militares, administrativas e religiosas. Baseando-se nas reformas administrativas feitas por Diocleciano, estabilizou a moeda (o soldo de ouro que introduziu tornou-se moeda altamente valorizada e estável), estabeleceu o princípio dinástico e fez alterações na estrutura do exército como a extinção da guarda pretoriana e a cavalaria pessoal do imperador. Embora não tenha se tornado a religião oficial do Estado, o cristianismo gozava da preferência imperial, uma vez que Constantino concedeu-lhe generosos privilégios. E estabeleceu o princípio de que os imperadores não deveriam resolver questões de doutrina, mas deveriam convocar concílios eclesiásticos gerais para esse efeito.